# سكوت كونلي (لاعب كرة قدم أمريكية)
سكوت كونلي (بالإنجليزية: Scott Conley)‏ هو لاعب كرة قدم أمريكية أمريكي، ولد في 24 ديسمبر 1947 في وينسبرو في الولايات المتحدة.